# Lichenopteryx
Lichenopteryx is een geslacht van vlinders van de familie Eupterotidae.

## Soorten
- L. despecta Felder, 1874
- L. scotina Hering, 1932